# Alois I. z Lichtenštejna
Alois I. Josef z Lichtenštejna (14. květen 1759, Vídeň – 24. březen 1805, tamtéž) byl panujícím lichtenštejnským knížetem od roku 1781 až do své smrti. Byl nejstarším synem knížete Františka Josefa I.

## Život
Byl povolán k vojsku, ale odešel kvůli chatrnému zdraví. Jeho největším zájmem bylo lesnictví a zahradnictví, okolo svých sídel nechal vysadit mnoho stromů původem ze zámoří, jak z estetických, tak i ekonomických důvodů. Nechal také upravit lednický zámecký park ornamentálními stavbami. Alois I. podporoval těžbu na svých panstvích na Moravě, z nichž získával prostředky k výstavbě železáren v Olomouci.
Za jeho vlády též začalo budování Vranovsko-křtinského lichtenštejnského areálu, který se rozkládá v pozořickém panství.
Alois také rozšířil Lichtenštejnskou knihovnu, nechal postavit nový palác ve Vídni, najímal sezónní divadelní skupinu a stálou hudební kapelu. V letech 1797–1804 nechal postavit Minaret (Lednicko-valtický areál).
Za jeho panování byla v Lichtenštejnsku vykonána poslední poprava: v Eschenu byla sťata Barbara Erni, odsouzená za krádež.